# Gran Premio motociclistico del Portogallo 2022
Il Gran Premio motociclistico del Portogallo 2022 è stato la quinta prova del motomondiale del 2022. Le vittorie nelle tre classi sono andate a: Fabio Quartararo in MotoGP, Joe Roberts in Moto2 e Sergio García in Moto3. 
Per Roberts si tratta della prima vittoria del contesto del motomondiale. Era da 11 anni che un pilota statunitense non trionfava in una gara nel motomondiale, l'ultimo infatti era stato Ben Spies, vincitore del Gran Premio d'Olanda 2011.

## MotoGP

### Arrivati al traguardo
| Pos. | Nº | Pilota            | Squadra                     | Motocicletta       | Giri | Tempo     | Griglia | Punti |
| ---- | -- | ----------------- | --------------------------- | ------------------ | ---- | --------- | ------- | ----- |
| 1º   | 20 | Fabio Quartararo  | Monster Energy Yamaha       | Yamaha YZR-M1      | 25   | 41'39.611 | 5º      | 25    |
| 2º   | 5  | Johann Zarco      | Pramac Racing               | Ducati Desmosedici | 25   | +5.409    | 1º      | 20    |
| 3º   | 41 | Aleix Espargaró   | Aprilia Racing              | Aprilia RS-GP      | 25   | +6.068    | 3º      | 16    |
| 4º   | 42 | Álex Rins         | Suzuki Ecstar               | Suzuki GSX-RR      | 25   | +9.633    | 23º     | 13    |
| 5º   | 88 | Miguel Oliveira   | Red Bull KTM Factory Racing | KTM RC16           | 25   | +13.573   | 11º     | 11    |
| 6º   | 93 | Marc Márquez      | Repsol Honda                | Honda RC213V       | 25   | +16.163   | 9º      | 10    |
| 7º   | 73 | Álex Márquez      | LCR Honda Castrol           | Honda RC213V       | 25   | +16.183   | 7º      | 9     |
| 8º   | 63 | Francesco Bagnaia | Ducati Lenovo               | Ducati Desmosedici | 25   | +16.511   | 25º     | 8     |
| 9º   | 44 | Pol Espargaró     | Repsol Honda                | Honda RC213V       | 25   | +16.769   | 10º     | 7     |
| 10º  | 12 | Maverick Viñales  | Aprilia Racing              | Aprilia RS-GP      | 25   | +18.063   | 14º     | 6     |
| 11º  | 4  | Andrea Dovizioso  | WithU Yamaha RNF            | Yamaha YZR-M1      | 25   | +29.029   | 16º     | 5     |
| 12º  | 10 | Luca Marini       | Mooney VR46 Racing          | Ducati Desmosedici | 25   | +29.249   | 8º      | 4     |
| 13º  | 21 | Franco Morbidelli | Monster Energy Yamaha       | Yamaha YZR-M1      | 25   | +33.354   | 19º     | 3     |
| 14º  | 87 | Remy Gardner      | Tech3 KTM Factory Racing    | KTM RC16           | 25   | +40.205   | 20º     | 2     |
| 15º  | 72 | Marco Bezzecchi   | Mooney VR46 Racing          | Ducati Desmosedici | 25   | +46.052   | 6º      | 1     |
| 16º  | 30 | Takaaki Nakagami  | LCR Honda Idemitsu          | Honda RC213V       | 25   | +49.569   | 17º     |       |
| 17º  | 40 | Darryn Binder     | WithU Yamaha RNF            | Yamaha YZR-M1      | 25   | +50.303   | 22º     |       |

### Ritirati
| Nº | Pilota                | Squadra                     | Motocicletta       | Giri | Griglia |
| -- | --------------------- | --------------------------- | ------------------ | ---- | ------- |
| 32 | Lorenzo Savadori      | Aprilia Racing              | Aprilia RS-GP      | 24   | 21º     |
| 49 | Fabio Di Giannantonio | Gresini Racing              | Ducati Desmosedici | 21   | 15º     |
| 36 | Joan Mir              | Suzuki Ecstar               | Suzuki GSX-RR      | 18   | 2º      |
| 43 | Jack Miller           | Ducati Lenovo               | Ducati Desmosedici | 18   | 4º      |
| 33 | Brad Binder           | Red Bull KTM Factory Racing | KTM RC16           | 17   | 12º     |
| 23 | Enea Bastianini       | Gresini Racing              | Ducati Desmosedici | 9    | 18º     |
| 89 | Jorge Martín          | Pramac Racing               | Ducati Desmosedici | 4    | 13º     |

## Moto2

### Arrivati al traguardo
| Pos. | Nº | Pilota             | Squadra                 | Motocicletta | Giri | Tempo     | Griglia | Punti |
| ---- | -- | ------------------ | ----------------------- | ------------ | ---- | --------- | ------- | ----- |
| 1º   | 16 | Joe Roberts        | Italtrans Racing        | Kalex        | 7    | 12'09.757 | 9º      | 25    |
| 2º   | 13 | Celestino Vietti   | Mooney VR46 Racing      | Kalex        | 7    | +2.818    | 13º     | 20    |
| 3º   | 9  | Jorge Navarro      | Flexbox HP40            | Kalex        | 7    | +2.991    | 11º     | 16    |
| 4º   | 23 | Marcel Schrötter   | Liqui Moly Intact GP    | Kalex        | 7    | +3.104    | 12º     | 13    |
| 5º   | 18 | Manuel González    | Yamaha VR46 Master Camp | Kalex        | 7    | +3.199    | 21º     | 11    |
| 6º   | 52 | Jeremy Alcoba      | Liqui Moly Intact GP    | Kalex        | 7    | +3.821    | 26º     | 10    |
| 7º   | 54 | Fermín Aldeguer    | Lightech Speed Up       | Boscoscuro   | 7    | +3.784    | 15º     | 9     |
| 8º   | 64 | Bo Bendsneyder     | Pertamina Mandalika SAG | Kalex        | 7    | +4.648    | 22º     | 8     |
| 9º   | 7  | Barry Baltus       | RW Racing GP            | Kalex        | 7    | +8.103    | 23º     | 7     |
| 10º  | 2  | Gabriel Rodrigo    | Pertamina Mandalika SAG | Kalex        | 7    | +8.880    | 25º     | 6     |
| 11º  | 5  | Romano Fenati      | Lightech Speed Up       | Boscoscuro   | 7    | +9.511    | 24º     | 5     |
| 12º  | 81 | Keminth Kubo       | Yamaha VR46 Master Camp | Kalex        | 7    | +22.541   | 18º     | 4     |
| 13º  | 4  | Sean Dylan Kelly   | American Racing         | Kalex        | 7    | +24.669   | 29º     | 3     |
| 14º  | 12 | Filip Salač        | Gresini Racing          | Kalex        | 7    | +1'53.045 | 19º     | 2     |
| 15º  | 61 | Alessandro Zaccone | Gresini Racing          | Kalex        | 6    | +1 giro   | 28º     | 1     |

### Ritirati
| Nº | Pilota            | Squadra                | Motocicletta | Giri | Griglia |
| -- | ----------------- | ---------------------- | ------------ | ---- | ------- |
| 28 | Niccolò Antonelli | Mooney VR46 Racing     | Kalex        | 3    | 30º     |
| 96 | Jake Dixon        | Autosolar GasGas Aspar | Kalex        | 0    | 3º      |

### Non partito
| Nº | Pilota              | Squadra          | Motocicletta | Griglia |
| -- | ------------------- | ---------------- | ------------ | ------- |
| 19 | Lorenzo Dalla Porta | Italtrans Racing | Kalex        | 17º     |

### Ritirati nella prima parte di gara
| Nº | Pilota                  | Squadra                  | Motocicletta | Griglia |
| -- | ----------------------- | ------------------------ | ------------ | ------- |
| 40 | Arón Canet              | Flexbox HP40             | Kalex        | 1º      |
| 6  | Cameron Beaubier        | American Racing          | Kalex        | 2º      |
| 14 | Tony Arbolino           | Elf Marc VDS Racing      | Kalex        | 4º      |
| 37 | Augusto Fernández       | Red Bull KTM Ajo         | Kalex        | 5º      |
| 22 | Sam Lowes               | Elf Marc VDS Racing      | Kalex        | 6º      |
| 79 | Ai Ogura                | Idemitsu Honda Team Asia | Kalex        | 7º      |
| 35 | Somkiat Chantra         | Idemitsu Honda Team Asia | Kalex        | 8º      |
| 75 | Albert Arenas           | Autosolar GasGas Aspar   | Kalex        | 10º     |
| 42 | Marcos Ramírez          | MV Agusta Forward Racing | MV Agusta F2 | 14º     |
| 84 | Zonta van den Goorbergh | RW Racing GP             | Kalex        | 16º     |
| 51 | Pedro Acosta            | Red Bull KTM Ajo         | Kalex        | 20º     |
| 24 | Simone Corsi            | MV Agusta Forward Racing | MV Agusta F2 | 27º     |

## Moto3

### Arrivati al traguardo
| Pos. | Nº | Pilota            | Squadra                   | Motocicletta  | Giri | Tempo     | Griglia | Punti |
| ---- | -- | ----------------- | ------------------------- | ------------- | ---- | --------- | ------- | ----- |
| 1º   | 11 | Sergio García     | Valresa GasGas Aspar      | Gas Gas       | 21   | 38'17.725 | 6º      | 25    |
| 2º   | 5  | Jaume Masiá       | Red Bull KTM Ajo          | KTM RC 250 GP | 21   | +0.069    | 15º     | 20    |
| 3º   | 71 | Ayumu Sasaki      | Sterilgarda Husqvarna Max | Husqvarna     | 21   | +0.110    | 10º     | 16    |
| 4º   | 53 | Deniz Öncü        | Red Bull KTM Tech3        | KTM RC 250 GP | 21   | +0.210    | 1º      | 13    |
| 5º   | 28 | Izan Guevara      | Valresa GasGas Aspar      | Gas Gas       | 21   | +0.373    | 9º      | 11    |
| 6º   | 99 | Carlos Tatay      | CFMoto Racing PrüstelGP   | CFMoto        | 21   | +4.094    | 4º      | 10    |
| 7º   | 16 | Andrea Migno      | Rivacold Snipers          | Honda NSF250R | 21   | +4.729    | 11º     | 9     |
| 8º   | 7  | Dennis Foggia     | Leopard Racing            | Honda NSF250R | 21   | +7.170    | 12º     | 8     |
| 9º   | 66 | Joel Kelso        | CIP Green Power           | KTM RC 250 GP | 21   | +7.241    | 22º     | 7     |
| 10º  | 10 | Diogo Moreira     | MT Helmets - MSI          | KTM RC 250 GP | 21   | +7.165    | 14º     | 6     |
| 11º  | 54 | Riccardo Rossi    | SIC58 Squadra Corse       | Honda NSF250R | 21   | +7.276    | 7º      | 5     |
| 12º  | 24 | Tatsuki Suzuki    | Leopard Racing            | Honda NSF250R | 21   | +7.334    | 5º      | 4     |
| 13º  | 19 | Scott Ogden       | VisionTrack Racing        | Honda NSF250R | 21   | +7.442    | 8º      | 3     |
| 14º  | 20 | Lorenzo Fellon    | SIC58 Squadra Corse       | Honda NSF250R | 21   | +18.989   | 3º      | 2     |
| 15º  | 82 | Stefano Nepa      | Angeluss MTA              | KTM RC 250 GP | 21   | +22.437   | 17º     | 1     |
| 16º  | 64 | Mario Aji         | Honda Team Asia           | Honda NSF250R | 21   | +22.627   | 2º      |       |
| 17º  | 27 | Kaito Toba        | CIP Green Power           | KTM RC 250 GP | 21   | +25.411   | 24º     |       |
| 18º  | 18 | Matteo Bertelle   | QJMotor Avintia Racing    | KTM RC 250 GP | 21   | +26.195   | 26º     |       |
| 19º  | 23 | Elia Bartolini    | QJMotor Avintia Racing    | KTM RC 250 GP | 21   | +26.213   | 25º     |       |
| 20º  | 43 | Xavier Artigas    | CFMoto Racing PrüstelGP   | CFMoto        | 21   | +26.580   | 19º     |       |
| 21º  | 6  | Ryusei Yamanaka   | MT Helmets - MSI          | KTM RC 250 GP | 21   | +27.217   | 16º     |       |
| 22º  | 38 | David Salvador    | Sterilgarda Husqvarna Max | Husqvarna     | 21   | +30.402   | 21º     |       |
| 23º  | 87 | Gerard Riu Male   | BOE SKX                   | KTM RC 250 GP | 21   | +42.926   | 27º     |       |
| 24º  | 63 | Syarifuddin Azman | Rivacold Snipers          | Honda NSF250R | 21   | +42.989   | 20º     |       |
| 25º  | 72 | Taiyo Furusato    | Honda Team Asia           | Honda NSF250R | 21   | +50.532   | 30º     |       |
| 26º  | 70 | Joshua Whatley    | VisionTrack Racing        | Honda NSF250R | 21   | +50.902   | 18º     |       |
| 27º  | 80 | David Alonso      | GasGas Aspar              | Gas Gas       | 21   | +51.199   | 29º     |       |
| 28º  | 22 | Ana Carrasco      | BOE SKX                   | KTM RC 250 GP | 21   | +54.005   | 28º     |       |

### Ritirati
| Nº | Pilota         | Squadra          | Motocicletta  | Giri | Griglia |
| -- | -------------- | ---------------- | ------------- | ---- | ------- |
| 96 | Daniel Holgado | Red Bull KTM Ajo | KTM RC 250 GP | 17   | 13º     |
| 48 | Iván Ortolá    | Angeluss MTA     | KTM RC 250 GP | 7    | 23º     |